# Bitterbal
Les bitterballen ('boles de bíter') són petites boles fregides de carn estofada que fan entre 3 i 5 centímetres de diàmetre. En realitat, són una versió més petita de les croquetes de carn.
Abans, les bitterballen se solien menjar com a acompanyament d'un bíter, una forta beguda alcohòlica amb espècies, i d'aquí els ve el nom. Aquest aperitiu és molt popular a Bèlgica i els Països Baixos, però en altres països es menja molt poc.
A les últimes dècades, les bitterballen, sovint servides amb mostassa, s'han tornat molt populars com a part de la bittergarnituur ('guarnició bíter') als bars, cafès i llocs d'esplai, però el licor sovint és substituït per cervesa. Existeixen també bitterballen vegetarianes i veganes.